# Curt Clausen
Pour les articles homonymes, voir Clausen (homonymie).
Curt Clausen (né le 9 octobre 1967) est un athlète américain spécialiste des épreuves de marche athlétique. Il est l'actuel détenteur du record d'Amérique du Nord, d'Amérique centrale et des Caraïbes du 30 kilomètres marche ainsi que du record des États-Unis du 50 kilomètres marche.

## Carrière
Médaillé de bronze aux Mondiaux de 1999 sur le 50 km, il participe aux JO en 1996, 2000 et 2004, à des places en revanche éloignées du podium (49, 22 et 32 èmes).

### Palmarès
| Date | Compétition           | Lieu     | Résultat | Performance     |
| ---- | --------------------- | -------- | -------- | --------------- |
| 1999 | Jeux panaméricains    | Winnipeg | 6e       | 1 h 23 min 39 s |
| 1999 | Championnats du monde | Séville  | 3e       | 3 h 50 min 55 s |
| 2001 | Championnats du monde | Edmonton | 6e       | 3 h 50 min 46 s |

### Records
| Épreuve              | Performance     | Lieu               | Date            |
| -------------------- | --------------- | ------------------ | --------------- |
| 20 kilomètres marche | 1 h 23 min s 34 | Eugene             | 26 juillet 1999 |
| 30 kilomètres marche | 2 h 14 min 23   | Sesto San Giovanni | 1er mai 2002    |
| 50 kilomètres marche | 3 h 48 min 04 s | Mézidon-Canon      | 2 mai 1999      |